# Bogdańczew
Bogdańczew – wieś w Polsce położona w województwie łódzkim, w powiecie łęczyckim, w gminie Góra Świętej Małgorzaty.
W latach 1975–1998 miejscowość administracyjnie należała do województwa płockiego.
10 września 1939 żołnierze Wehrmachtu zamordowali dwóch mieszkańców wsi, Stanisława Kowalczyka i Jana Pietrzaka.